# José María Balmaceda Fernández
José María Balmaceda Fernández (Santiago, 20 de agosto de 1846 - Melipilla, 9 de mayo de 1899) fue un agricultor y político liberal chileno.

## Primeros años de vida
Fue hijo de Manuel de Balmaceda Ballesteros también político, y de doña Encarnación Fernández Salas. Estudió en el Colegio de los Sagrados Corazones, en el Seminario de Santiago y en el Instituto Nacional. Se dedicó a las faenas agrícolas en su fundo familiar, y a la política, integrando el Partido Liberal Democrático.
Fue casado en primeras nupcias con Eduarda Mujica. Luego se casó con Amelia Saavedra Rivera y tuvieron dos hijos, Manuel José y Carlos.

## Labor parlamentaria
Por primera vez a la Cámara de Diputados, en el año 1882, periodo 1882-1885 por Mulchén, como diputado propietario (Suplente fue Rafael Campino).
Reelecto para el periodo 1885-1888, en este periodo perteneció a la Comisión de Educación y Beneficencia. Nuevamente reelecto como diputado propietario, por el periodo 1888-1891, integró la Comisión de Guerra y Marina.
Senador por la provincia de Cautín en dos períodos consecutivos (1891-1897 y 1897-1903); integró la comisión permanente de Educación y Beneficencia, y la de Guerra y Marina.
Sin embargo, falleció en mayo de 1899, por lo cual debió ser reemplazado por el suplente Federico Varela Cortés de Monroy (radical), quien se incorporó al Senado el 3 de agosto de 1899.